# Hyadesimyia clausa
Hyadesimyia clausa är en tvåvingeart som beskrevs av Jacques-Marie-Frangile Bigot 1888. Hyadesimyia clausa ingår i släktet Hyadesimyia och familjen parasitflugor. Inga underarter finns listade i Catalogue of Life.